# KBO 세이브상
KBO 세이브상은 연말 KBO 리그 시상식에서 해당 연도 정규 리그의 세이브 1위에게 수여하는 상이다. 기존 명칭은 한국프로야구 최다세이브투수상이었으나 KBO의 브랜드 아이덴디티 통합 작업에 따라 2015년 시즌부터 "KBO 세이브상"이라는 새로운 명칭을 사용하게 되었다.
프로야구 출범 시에는 세이브 포인트(구원승 + 세이브) 제도로 시상하였지만, 2003년 시즌 이후에 세이브 포인트 제도를 폐지하고 세이브 제도로 규정을 변경하였다.

## 연도별 수상자
| 연도                          | 이름   | 소속            | 기록 | 비고                                         |
| ----------------------------- | ------ | --------------- | ---- | -------------------------------------------- |
| 1982년                        | 황규봉 | 삼성 라이온즈   | 19   | 8승 + 11세이브                               |
| 1983년                        | 황태환 | OB 베어스       | 20   | 6승 + 14세이브                               |
| 1984년                        | 윤석환 | OB 베어스       | 35   | 10승 + 25세이브                              |
| 1985년                        | 권영호 | 삼성 라이온즈   | 28   | 2승 + 26세이브                               |
| 1986년                        | 김용수 | MBC 청룡        | 35   | 9승 + 26세이브                               |
| 1987년                        | 김용수 | MBC 청룡        | 33   | 9승 + 24세이브                               |
| 1988년                        | 윤석환 | OB 베어스       | 27   | 13승 + 14세이브                              |
| 1989년                        | 김용수 | MBC 청룡        | 27   | 5승 + 22세이브                               |
| 1990년                        | 송진우 | 빙그레 이글스   | 38   | 11승 + 27세이브                              |
| 1991년                        | 조규제 | 쌍방울 레이더스 | 34   | 7승 + 27세이브                               |
| 1992년                        | 송진우 | 빙그레 이글스   | 25   | 8승 + 17세이브                               |
| 1993년                        | 선동열 | 해태 타이거즈   | 41   | 10승 + 31세이브, 최초 30세이브               |
| 1994년                        | 정명원 | 태평양 돌핀스   | 44   | 4승 + 40세이브, 최초 40세이브                |
| 1995년                        | 선동열 | 해태 타이거즈   | 38   | 5승 + 33세이브                               |
| 1996년                        | 구대성 | 한화 이글스     | 40   | 16승 + 24세이브                              |
| 1997년                        | 이상훈 | LG 트윈스       | 47   | 10승 + 37세이브                              |
| 1998년                        | 임창용 | 해태 타이거즈   | 42   | 8승 + 34세이브                               |
| 1999년                        | 진필중 | 두산 베어스     | 52   | 16승 + 36세이브, 단일 시즌 최다 세이브포인트 |
| 2000년                        | 진필중 | 두산 베어스     | 47   | 5승 + 42세이브                               |
| 2001년                        | 신윤호 | LG 트윈스       | 32   | 14승 + 18세이브                              |
| 2002년                        | 조용준 | 현대 유니콘스   | 37   | 9승 + 28세이브                               |
| 2003년                        | 조웅천 | SK 와이번스     | 36   | 6승 + 30세이브                               |
| 2004년부터 세이브 제도로 변경 |        |                 |      |                                              |
| 2004년                        | 임창용 | 삼성 라이온즈   | 36   |                                              |
| 2005년                        | 정재훈 | 두산 베어스     | 30   |                                              |
| 2006년                        | 오승환 | 삼성 라이온즈   | 47   | 단일 시즌 최다 세이브                        |
| 2007년                        | 오승환 | 삼성 라이온즈   | 40   |                                              |
| 2008년                        | 오승환 | 삼성 라이온즈   | 39   | 3년 연속 세이브                              |
| 2009년                        | 이용찬 | 두산 베어스     | 26   |                                              |
| 2009년                        | 애킨스 | 롯데 자이언츠   | 26   |                                              |
| 2010년                        | 손승락 | 넥센 히어로즈   | 26   |                                              |
| 2011년                        | 오승환 | 삼성 라이온즈   | 47   | 단일 시즌 최다 세이브                        |
| 2012년                        | 오승환 | 삼성 라이온즈   | 37   |                                              |
| 2013년                        | 손승락 | 넥센 히어로즈   | 46   |                                              |
| 2014년                        | 손승락 | 넥센 히어로즈   | 32   |                                              |
| 2015년                        | 임창용 | 삼성 라이온즈   | 33   |                                              |
| 2016년                        | 김세현 | 넥센 히어로즈   | 36   |                                              |
| 2017년                        | 손승락 | 롯데 자이언츠   | 37   |                                              |
| 2018년                        | 정우람 | 한화 이글스     | 35   |                                              |
| 2019년                        | 하재훈 | SK 와이번스     | 36   |                                              |
| 2020년                        | 조상우 | 키움 히어로즈   | 33   |                                              |
| 2021년                        | 오승환 | 삼성 라이온즈   | 44   | 최고령 40세이브 기록                         |
| 2022년                        | 고우석 | LG 트윈스       | 42   | 역대 최연소 40세이브                         |
| 2023년                        | 서진용 | SSG 랜더스      | 42   | 랜더스 역사 최초의 40세이브                  |
| 2024년                        | 정해영 | KIA 타이거즈    | 31   |                                              |